# ألان أوستون
ألان أوستون (بالإنجليزية: Alan Owston)‏‏ (1853 - 1915) هو عالم طبيعة وعالم حيوانات إنجليزي. سُميَّ القرش العفريت بميتسوكورينا أوستوني تيمنًا به.

## روابط خارجية
- ألان أوستون على موقع فايند أغريف